# Maria de Portugal i de Bragança
Maria de Portugal i de Bragança o Maria de Guimarães (Lisboa, Regne de Portugal 1538 - Parma, Ducat de Parma 1577) fou una infanta portuguesa que va esdevenir duquessa consort de Parma.

## Orígens familiars
Va néixer el 12 d'agost de 1538 a la ciutat de Lisboa sent filla de l'infant Eduard de Portugal i Isabel de Bragança. Fou neta per línia paterna del rei Manuel I de Portugal i Maria d'Aragó, i per línia materna de Jaume I de Bragança. Fou germana del duc Eduard de Guimarães i de Caterina de Portugal.

## Núpcies i descendents
Es casà l'11 de novembre de 1565 a la catedral de Brussel·les amb el futur duc Alexandre I de Parma. D'aquesta unió nasqueren:
- Margarida de Parma (1567-1643), casada el 1581 amb Vicenç I de Màntua i posteriorment religiosa
- Ranuccio I de Parma (1569-1622), duc de Parma
- Odoard (1573-1626), cardenal

De gran devoció religiosa, invertí part del seu temps en la realització d'obres de caritat. Morí el 9 de juliol de 1577 a la ciutat de Parma, sent enterrada a l'església dels Caputxins de la mateixa ciutat.